# 瓦爾山脈
瓦爾山脈（英語：Wall Range）是南極洲的山脈，位於帕默群島的溫克島中部，處於桑德冰川和查內爾冰川之間，全長5.6公里，最高點海拔高度1,095米，首次由比利時的探險隊發現。
64°49′S 63°22′W / 64.817°S 63.367°W